# Inicjator sekurytyzacji
Inicjator sekurytyzacji – oznacza jednostkę, która:
a) samodzielnie lub za pośrednictwem jednostek powiązanych, bezpośrednio lub pośrednio, była zaangażowana w pierwotną umowę, która stworzyła zobowiązania lub potencjalne zobowiązania dłużnika lub potencjalnego dłużnika, stanowiące podstawę ekspozycji będących przedmiotem sekurytyzacji; lub
b) kupuje ekspozycje osoby trzeciej na własny rachunek, a następnie poddaje je sekurytyzacji